# Philodromidae
Los filodrómidos (Philodromidae), también conocida como Araña Luchadora debido a su postura defensiva, son una familia arañas araneomorfas. Son de cuerpo aplanado y de patas prácticamente iguales; se desplazan muy rápidamente y son capaces de saltar. Cazan al acecho en la vegetación. La familia consta de unas 500 especies repartidas en 30 géneros. Su caparazón es casi circular. Las patas son de longitud parecida. Los quelíceros son pequeños.

## Géneros
- Pedinopisthinae

- Pagiopalus Simon, 1900 (Hawái)
- Pedinopistha Karsch, 1880 (Brasil)

- Philodrominae

- Apollophanes O. P-Cambridge, 1898 (de los EE. UU. a Panamá, India, Rusia, Corea)
- Bacillocnemis Mello-Leitão, 1938 (Argentina)
- Berlandiella Mello-Leitão, 1929 (Brasil)
- Cleocnemis Simon, 1886 (Sudamérica)
- Ebo Keyserling, 1884 (Argentina, Norteamérica, India, Rusia, Israel)
- Eminella Özdikmen, 2007 (Argentina) - renamed from Catuna Mello-Leitão, 1940
- Fageia Mello-Leitão, 1929 (Brasil)
- Gephyrellula Strand, 1932 (Brasil)
- Gephyrina Simon, 1895 (Sudamérica)
- Gephyrota Strand, 1932 (África, Asia)
- Hirriusa Strand, 1932 (África)
- Metacleocnemis Mello-Leitão, 1929 (Brasil)
- Paracleocnemis Schiapelli & Gerschman, 1942 (Argentina)
- Paratibellus Simon, 1932 (de Europa a Asia Central)
- Petrichus Simon, 1886 (Sudamérica)
- Philodromops Mello-Leitão, 1943 (Brasil)
- Philodromus Walckenaer, 1826 (236 especies; Holártico, América, Australia, África, sur de Asia)
- Procleocnemis Mello-Leitão, 1929 (Brasil)
- Quemedice Mello-Leitão, 1942 (Argentina)
- Suemus Simon, 1895 (África, Vietnam)
- Thanatus C. L. Koch, 1837 (África, Holártico, Sudamérica)
- Tibellus Simon, 1875 (África, América, Holártico, sur de Asia)
- Tibitanus Simon, 1907 (África)
- Titanebo Gertsch, 1933 (EE. UU., México)
- Vacchellia Caporiacco, 1935 (Karakorum)

- Pselloninae

- Psellonus Simon, 1897 (India)
- Pseudopsellonus Balogh, 1936 (Nueva Guinea)
- Senoculifer Balogh, 1936 (Nueva Guinea)

- incertae sedis

- Euthanatus Petrunkevitch, 1950 † (fósil)
- Filiolella Petrunkevitch, 1955 † (fósil)
- Medela Petrunkevitch, 1942 † (fósil)

- Datos: Q10992
- Multimedia: Philodromidae / Q10992
- Especies: Philodromidae